# 圣让勒布朗
圣让勒布朗（法語：Saint-Jean-le-Blanc，法語發音：[sɛ̃ ʒɑ̃ lə blɑ̃] ⓘ），法国中北部城市，中央-卢瓦尔河谷大区卢瓦雷省的一个市镇，隶属于奥尔良区，其市镇面积为7.66平方公里，2022年1月1日时人口数量为9,534人，在法国城市中排名第1,127位。
圣让勒布朗位于卢瓦雷省西部，卢瓦尔河左岸，北、西、南三侧与省会奥尔良接壤，是奥尔良城市圈的重要组成部分。

## 地名来源
根据当地官方网站的论述，“Saint-Jean-le-Blanc”一名最初以拉丁语“Sanctus Johannes Albus”或“Sanctus Johannes Candidus”的形式被记载，该名称可能出自一位天主教圣人，其生平尚有待考证。

## 历史

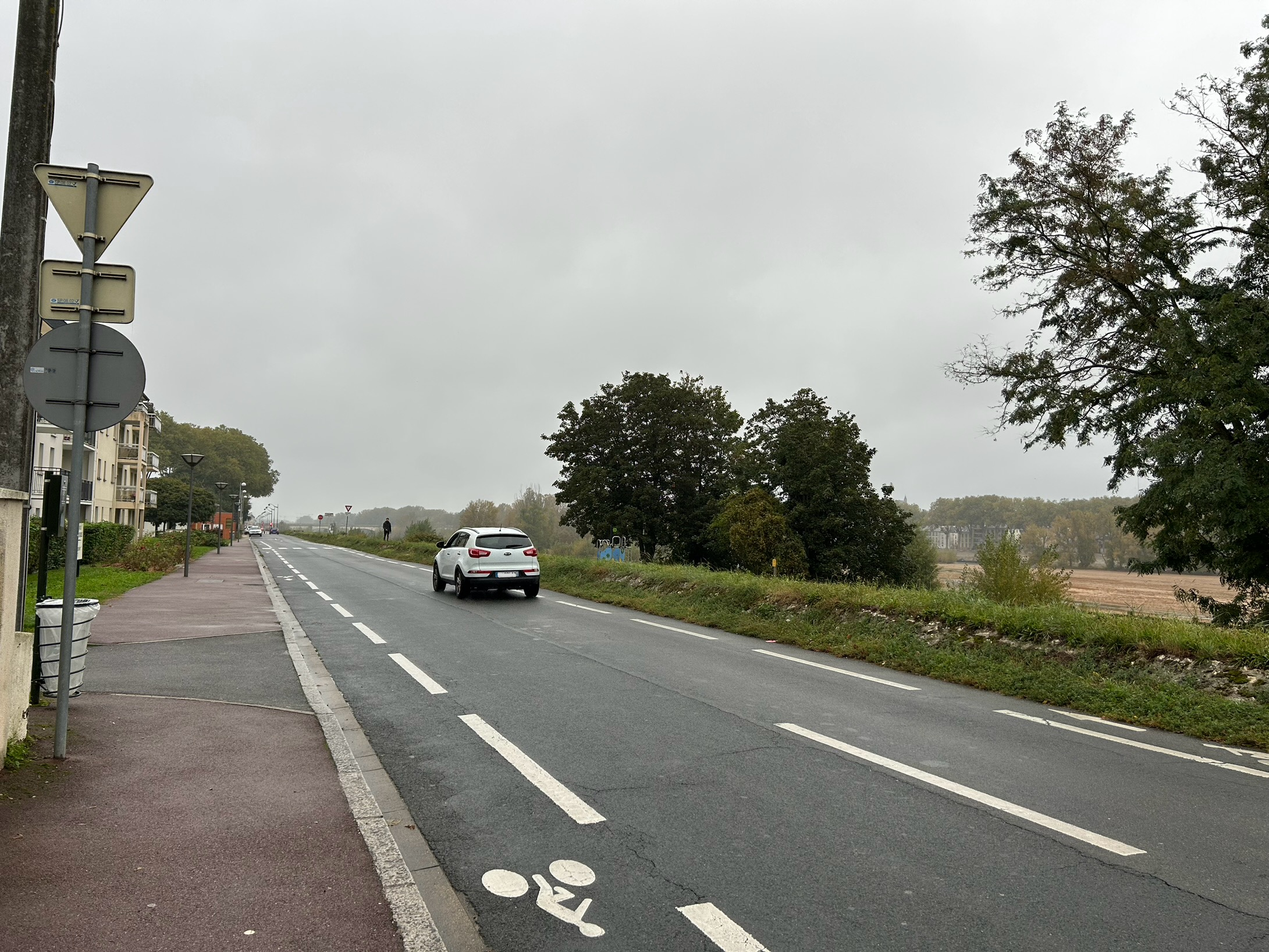
嘉布遣河堤

圣让勒布朗的早期历史尚不清楚。根据当地官方网站的论述，圣让勒布朗始建于公元11世纪以后，当地最初于公元1229年被记载于一份文件中。英法百年战争期间，英格兰军队曾驻兵于圣让勒布朗，后在奥尔良之围期间于1429年5月6日中被贞德的军队剿灭。16世纪末，圣让勒布朗境内出现了嘉布遣教会，当地自1602年起成为一个独立的堂区。法国大革命后，圣让勒布朗成为卢瓦雷省的一个市镇。19世纪中期，卢瓦尔河多次发生洪涝灾害，当地由此兴建了嘉布遣河堤。此后，卢瓦尔河整体向右岸迁移，原部分属于圣让德布赖的街区被河流阻挡，该区域于1911年并入圣让勒布朗。1913年，圣让勒布朗的嘉布遣教会被改建成为一所学校。自20世纪中后期以来，得益于奥尔良的城市扩张，圣让勒布朗人口数量快速增加，其建城区域与奥尔良穆耶尔街区紧密相连。1977年，横跨卢瓦尔河的勒内·蒂纳桥建成通车。自1982年起，圣让勒布朗被设立为同名县治。

## 地理

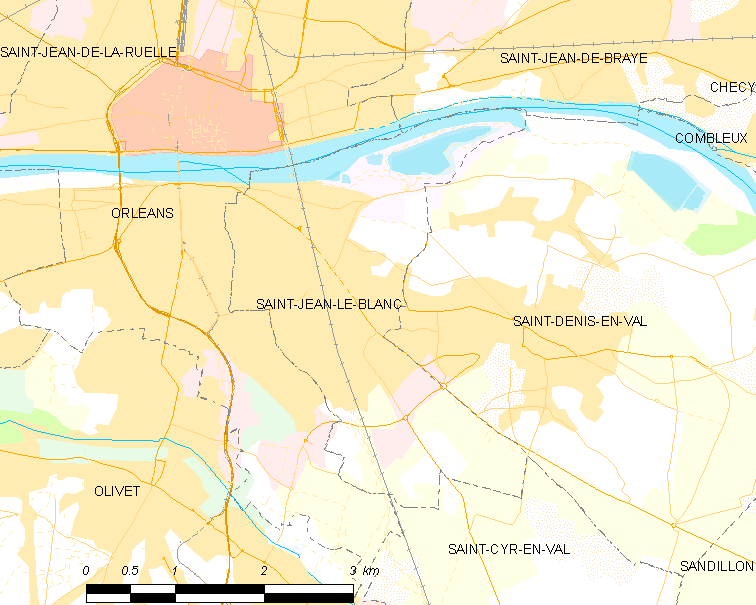
圣让勒布朗市镇范围地图

圣让勒布朗位于法国中北部，中央-卢瓦尔河谷大区东北部和卢瓦雷省西部，距离省会奥尔良大约1公里。圣让勒布朗接壤与奥尔良、圣但尼昂瓦勒和圣西尔昂瓦勒三个市镇接壤，另与圣让德布赖隔卢瓦尔河相望。

### 地形
圣让勒布朗位于卢瓦尔河谷腹地，境内以平原为主，市镇中心地势较为平坦，全境海拔在91到100米之间。

### 水文
卢瓦尔河干流自东向西流经圣让勒布朗市镇北界，其全境位于易涝区内，市区东北部有多处洪水遗留形成的河心岛及辫状水道，部分区域被开辟为休闲公园。

### 植被
圣让勒布朗属于温带阔叶混交林区，林地多分布于河流附近，市区东北部的查理曼岛水上基地（Base de loisirs de l'Île Charlemagne）是奥尔良地区的主要城市公园之一。
在鲜花城市的评比中，圣让勒布朗被评为3星级鲜花城市。

### 气候
圣让勒布朗在柯本气候分类法中属于温带海洋性气候（Cfb）。
距离圣让勒布朗最近的常年气象站位于圣伊莱尔圣梅曼境内，以下为该气象站的数据（其中日照数据取自奥尔良-布里西气象站）：
| 圣伊莱尔圣梅曼 1981年－2019年 | 圣伊莱尔圣梅曼 1981年－2019年 | 圣伊莱尔圣梅曼 1981年－2019年 | 圣伊莱尔圣梅曼 1981年－2019年 | 圣伊莱尔圣梅曼 1981年－2019年 | 圣伊莱尔圣梅曼 1981年－2019年 | 圣伊莱尔圣梅曼 1981年－2019年 | 圣伊莱尔圣梅曼 1981年－2019年 | 圣伊莱尔圣梅曼 1981年－2019年 | 圣伊莱尔圣梅曼 1981年－2019年 | 圣伊莱尔圣梅曼 1981年－2019年 | 圣伊莱尔圣梅曼 1981年－2019年 | 圣伊莱尔圣梅曼 1981年－2019年 | 圣伊莱尔圣梅曼 1981年－2019年 |
| 月份                          | 1月                           | 2月                           | 3月                           | 4月                           | 5月                           | 6月                           | 7月                           | 8月                           | 9月                           | 10月                          | 11月                          | 12月                          | 全年                          |
| ----------------------------- | ----------------------------- | ----------------------------- | ----------------------------- | ----------------------------- | ----------------------------- | ----------------------------- | ----------------------------- | ----------------------------- | ----------------------------- | ----------------------------- | ----------------------------- | ----------------------------- | ----------------------------- |
| 历史最高温 °C（°F）           | 17.6 (63.7)                   | 21.5 (70.7)                   | 24.7 (76.5)                   | 31.8 (89.2)                   | 34.5 (94.1)                   | 39 (102)                      | 38.9 (102.0)                  | 42.2 (108.0)                  | 35.6 (96.1)                   | 28.3 (82.9)                   | 20.2 (68.4)                   | 18 (64)                       | 42.2 (108.0)                  |
| 平均高温 °C（°F）             | 7.6 (45.7)                    | 9.4 (48.9)                    | 13.4 (56.1)                   | 17.2 (63.0)                   | 21.3 (70.3)                   | 24.9 (76.8)                   | 26.5 (79.7)                   | 26.7 (80.1)                   | 22.9 (73.2)                   | 17.4 (63.3)                   | 11.1 (52.0)                   | 7.4 (45.3)                    | 17.2 (63.0)                   |
| 日均气温 °C（°F）             | 4.3 (39.7)                    | 5.2 (41.4)                    | 8.1 (46.6)                    | 11 (52)                       | 15.3 (59.5)                   | 18.5 (65.3)                   | 20 (68)                       | 20.1 (68.2)                   | 16.5 (61.7)                   | 12.5 (54.5)                   | 7.4 (45.3)                    | 4.4 (39.9)                    | 11.9 (53.4)                   |
| 平均低温 °C（°F）             | 1 (34)                        | 0.9 (33.6)                    | 2.8 (37.0)                    | 4.9 (40.8)                    | 9.2 (48.6)                    | 12.2 (54.0)                   | 13.6 (56.5)                   | 13.6 (56.5)                   | 10 (50)                       | 7.7 (45.9)                    | 3.7 (38.7)                    | 1.3 (34.3)                    | 6.7 (44.1)                    |
| 历史最低温 °C（°F）           | −13.7 (7.3)                   | −13.3 (8.1)                   | −13.6 (7.5)                   | −3.6 (25.5)                   | 0.3 (32.5)                    | 1.5 (34.7)                    | 6.4 (43.5)                    | 4.6 (40.3)                    | 1.1 (34.0)                    | −4.3 (24.3)                   | −11.5 (11.3)                  | −11.1 (12.0)                  | −13.7 (7.3)                   |
| 平均降水量 mm（）             | 58.2 (2.29)                   | 46.3 (1.82)                   | 55.4 (2.18)                   | 58.2 (2.29)                   | 59.9 (2.36)                   | 55.3 (2.18)                   | 61.6 (2.43)                   | 65.5 (2.58)                   | 44.7 (1.76)                   | 68.8 (2.71)                   | 70.3 (2.77)                   | 73.3 (2.89)                   | 717.5 (28.25)                 |
| 月均日照時數                  | 66.4                          | 87.3                          | 140.5                         | 176.2                         | 207                           | 216.6                         | 221.3                         | 224.6                         | 179.2                         | 121.1                         | 70.6                          | 56.6                          | 1,767.4                       |
| 来源：infoclimat.fr           |                               |                               |                               |                               |                               |                               |                               |                               |                               |                               |                               |                               |                               |

## 行政区划
圣让勒布朗的市镇编号为45286，邮政编号为45650。
在行政管理方面，圣让勒布朗隶属于法国中央-卢瓦尔河谷大区卢瓦雷省奥尔良区；在地方选举方面，圣让勒布朗是圣让勒布朗县的中央投票站所在地，其市镇范围全境被划入卢瓦雷省第一选区；在社会管理方面，圣让勒布朗是奥尔良都会区的组成部分。
截至2024年1月，圣让勒布朗市镇范围内暂无任何城市敏感街区及城市政策优先街区。
法国国家统计与经济研究所（简称）在进行数据统计时，将圣让勒布朗及相邻的另外18个市镇设为奥尔良城市核心区，并将包括核心区在内的周边共134个市镇划为奥尔良城市区。自2020年起，奥尔良城市区被包含136个市镇的奥尔良城市辐射区代替。此外，还将圣让勒布朗市镇分为了4个“块区”（IRIS），以便于统计人口分布情况。

## 交通

### 公路
卢瓦雷省省道D126线和D951线在圣让勒布朗境内交汇，连接奥尔良市区和奥尔良河源新区的快速公路纵贯圣让勒布朗南北。中央-卢瓦尔河谷大区城际客运（商业名称为“Rémi”）卢瓦雷省5线和7A线经停圣让勒布朗，可通往塞讷利和卢瓦尔河畔叙利及沿途所有市镇。
| 1 | 5.6 |

| 2 | 9 |

| 经勒内·蒂南大桥 |

| 奥尔良 | 3 |

| 经D951（西行） |

| 圣普里韦圣梅曼 | 5 |

| 经D951（东行） |

| 卢瓦尔河畔叙利 | 40 |

2020年，83.7%的圣让勒布朗家庭拥有至少一辆私人汽车。2021年，圣让勒布朗境内共发生各类交通事故10起，造成1人遇难，10人受伤，其中5人重伤。

### 铁路
圣让勒布朗位于莱索布赖－蒙托邦铁路上，该铁路未在圣让勒布朗境内设站。
距离圣让勒布朗最近的运营中的客运铁路车站为3公里外的奥尔良站，该站停靠前往巴黎、维耶尔宗和图尔三个方向的区域列车，以及直通勒克鲁瓦西克的卢瓦尔河号列车。

### 航空
圣让勒布朗距离巴黎-奥利机场的公路里程大约112公里。

### 城市公共交通
圣让勒布朗是奥尔良城市公共交通（商业名称为）的服务覆盖范围。截至2024年1月，该系统共包括两条有轨电车线路和数十条公交线路，其中公交5路、16路、22路、40路、41路和IC线经停圣让勒布朗市区。

## 政治

### 市政内阁

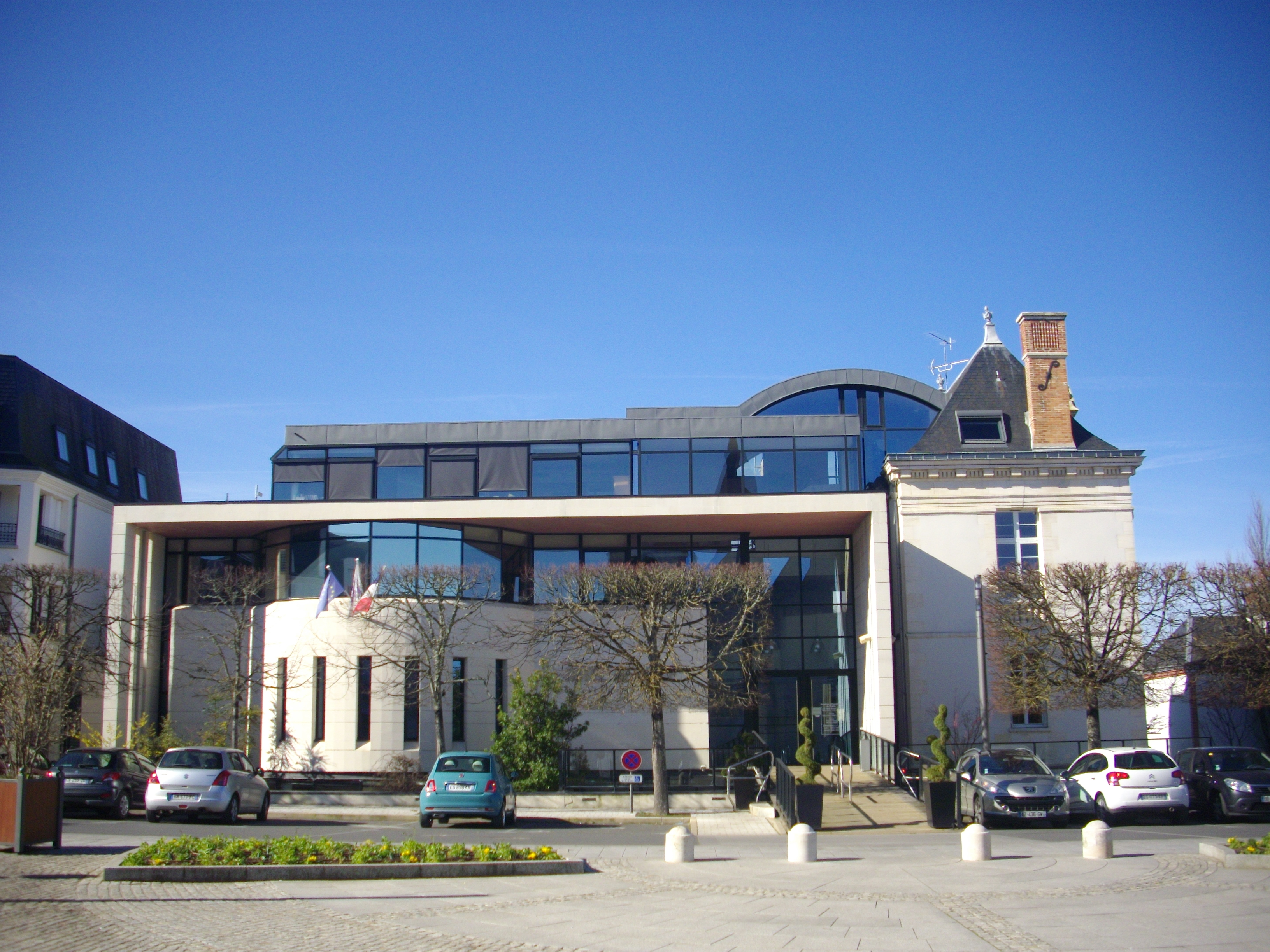
圣让勒布朗市政厅

圣让勒布朗的现任市长为蒂埃里·沙尔庞捷先生（Thierry CHARPENTIER），他是一名无党派人士，自2023年2月起担任市长职务；其前任为弗朗索瓦丝·格里沃泰女士（Françoise GRIVOTET），她是一名中间派，在2020年的市政选举中获得了39.28%的支持率。
| 圣让勒布朗历届市长     | 圣让勒布朗历届市长                     | 圣让勒布朗历届市长                          |
| 任期                   | 市长                                   | 党派                                        |
| ---------------------- | -------------------------------------- | ------------------------------------------- |
| （1977年以前资料暂缺） |                                        |                                             |
| 1977年－2001年         | Antoine CARRÉ 安托万·卡雷              | UDF法国民主联盟 →PR法国共和人党 →DL民主自由 |
| 2001年－2004年         | Jean-Louis CHANSOU 让-路易·尚苏        | DL民主自由 →UMP人民运动联盟                 |
| 2004年－2006年         | André BOULARD 安德烈·布拉尔            | DVD右翼无党派人士                           |
| 2006年－2014年         | Jackie ZINSIUS 雅基·赞西于斯           | UMP人民运动联盟                             |
| 2014年－2020年         | Christian BOIS 克里斯蒂安·布瓦         | UMP人民运动联盟 →LR共和黨                   |
| 2020年－2023年         | Françoise GRIVOTET 弗朗索瓦丝·格里沃泰 | DVC混杂中间派                               |
| 2023年－               | Thierry CHARPENTIER 蒂埃里·沙尔庞捷    | 無黨籍                                      |

### 各级选举
| 圣让勒布朗历届投票选举结果 | 圣让勒布朗历届投票选举结果 | 圣让勒布朗历届投票选举结果 | 圣让勒布朗历届投票选举结果 | 圣让勒布朗历届投票选举结果 | 圣让勒布朗历届投票选举结果 | 圣让勒布朗历届投票选举结果 | 圣让勒布朗历届投票选举结果 | 圣让勒布朗历届投票选举结果 | 圣让勒布朗历届投票选举结果 |
| 选举项目                   | 选举范围                   | 选区单位                   | 选区单位内的选举结果       | 选区单位内的选举结果       | 选区单位内的选举结果       | 选区单位内的选举结果       | 选区单位内的选举结果       | 选区单位内的选举结果       | 参考资料                   |
| 选举项目                   | 选举范围                   | 选区单位                   | 第一轮胜出者               | 第一轮胜出者               | 支持率                     | 第二轮胜出者               | 第二轮胜出者               | 支持率                     | 参考资料                   |
| -------------------------- | -------------------------- | -------------------------- | -------------------------- | -------------------------- | -------------------------- | -------------------------- | -------------------------- | -------------------------- | -------------------------- |
| 2017年法國總統選舉         | 法國                       | 市镇                       |                            | 埃马纽埃尔·马克龙          | 28.72%                     |                            | 埃马纽埃尔·马克龙          | 75.67%                     | [ 24 ]                     |
| 2017年法国立法选举         | 卢瓦雷省第一选区           | 市镇                       |                            | 斯泰法妮·里斯特            | 46.18%                     |                            | 斯泰法妮·里斯特            | 63.53%                     | [ 24 ]                     |
| 2019年欧洲议会选举         | 法國                       | 市镇                       |                            | 纳塔莉·卢瓦索              | 28.1%                      | （不适用）                 | （不适用）                 | （不适用）                 | [ 26 ]                     |
| 2021年法国省级选举         | 卢瓦雷省                   | 县                         |                            | 洛朗丝·贝莱 热拉尔·马尔博  | 48.42%                     |                            | 洛朗丝·贝莱 热拉尔·马尔博  | 63.08%                     | [ 27 ]                     |
| 2021年法国省级选举         | 卢瓦雷省                   | 市镇                       |                            | 洛朗丝·贝莱 热拉尔·马尔博  | 53.25%                     |                            | 洛朗丝·贝莱 热拉尔·马尔博  | 67.49%                     | [ 27 ]                     |
| 2021年法国大区选举         |                            | 市镇                       |                            | 弗朗索瓦·博诺              | 27.35%                     |                            | 弗朗索瓦·博诺              | 45.73%                     | [ 28 ]                     |
| 2022年法国总统选举         | 法國                       | 市镇                       |                            | 埃马纽埃尔·马克龙          | 35.7%                      |                            | 埃马纽埃尔·马克龙          | 70.89%                     | [ 24 ]                     |
| 2022年法国立法选举         | 卢瓦雷省第一选区           | 市镇                       |                            | 斯泰法妮·里斯特            | 38.53%                     |                            | 斯泰法妮·里斯特            | 59.8%                      | [ 24 ]                     |

## 人口
2020年，圣让勒布朗市镇人口数量为9,225，在法国排名第1,127位。其中男性4,370人，女性4,855人，75岁及以上人口占10.1%，外籍人口数量为683人，人口密度为1,204人/平方公里，当地居民被称为（男性）或（女性）。2022年，圣让勒布朗境内出生117人，死亡人口69人。
| 圣让勒布朗1901年－2021年人口变化情况 |
|                                      |
| 数据来源：Cassini、INSEE             |

## 经济

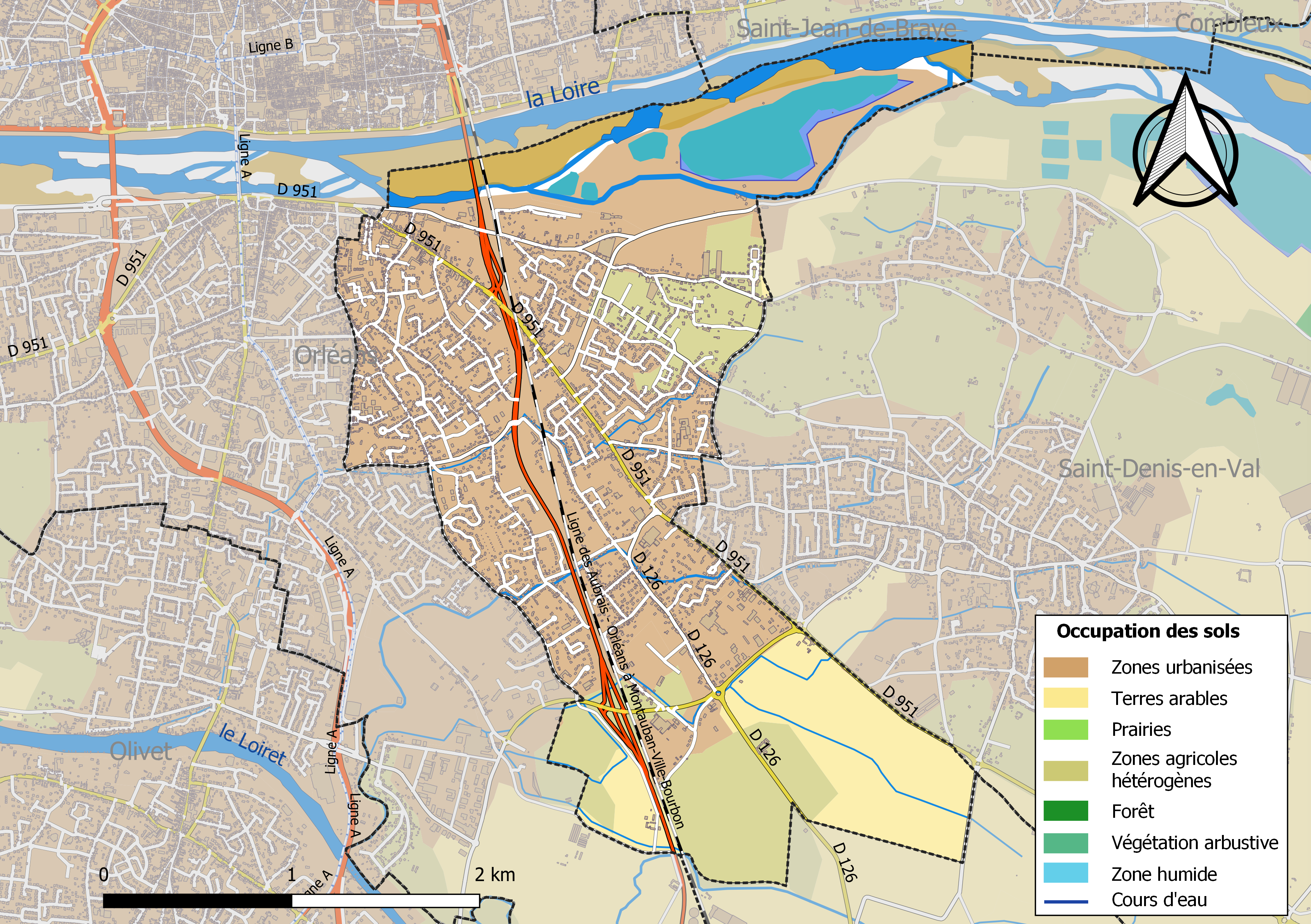
圣让勒布朗土地利用情况地图

圣让勒布朗是奥尔良的一个近郊卫星城。截至2024年1月，圣让勒布朗市镇范围内共有各类用人单位（包含自雇）1,244家，平均历史为14年，其中99.66%为中小型企业（PME），2023年11月至2024年1月间，当地的经济活力指数为0.88%。（房屋建造）、（零食）及（隔热工程）是当地2021年营业额最高的三个企业，分别为27,690,339欧元、18,398,589欧元和9,064,810欧元。

## 财政与居民收入
2021年，圣让勒布朗的财政收入总额为8,249,240欧元，财政支出总额为7,156,310欧元，当年的债务总额为818,400欧元。2021年，圣让勒布朗市镇通过增值税获得111,320欧元的收入，此外当地还共获得了145,160欧元的国家直接财政补助。
| 圣让勒布朗居民收入情况                           | 圣让勒布朗居民收入情况 | 圣让勒布朗居民收入情况 | 圣让勒布朗居民收入情况 |
| 内容                                             | 圣让勒布朗             | 法国                   | 统计年份               |
| ------------------------------------------------ | ---------------------- | ---------------------- | ---------------------- |
| 征税家庭总数                                     | 4,020                  | 1,081（法国市镇平均）  | 2022年                 |
| 居民平均月收入                                   | 2,634欧元              | 2,435欧元              | 2022年                 |
| 高级职员人均月收入                               | 4,294欧元              | 4,331欧元              | 2021年                 |
| 中级职员人均月收入                               | 2,400欧元              | 2,470欧元              | 2021年                 |
| 普通职员人均月收入                               | 1,822欧元              | 1,801欧元              | 2021年                 |
| 贫困率                                           | 9%                     | 14.5%                  | 2020年                 |
| 青壮年（15至64岁）失业率                         | 7.9%                   | 7.4%                   | 2020年                 |
| 征税家庭数量占比                                 | 54.0%                  | 45.5%                  | 2020年                 |
| 家庭年均纳税                                     | 4,356欧元              | 4,393欧元              | 2022年                 |
| 资料来源：INSEE、L'Internaute、Le Journal du Net |                        |                        |                        |

## 社会事务

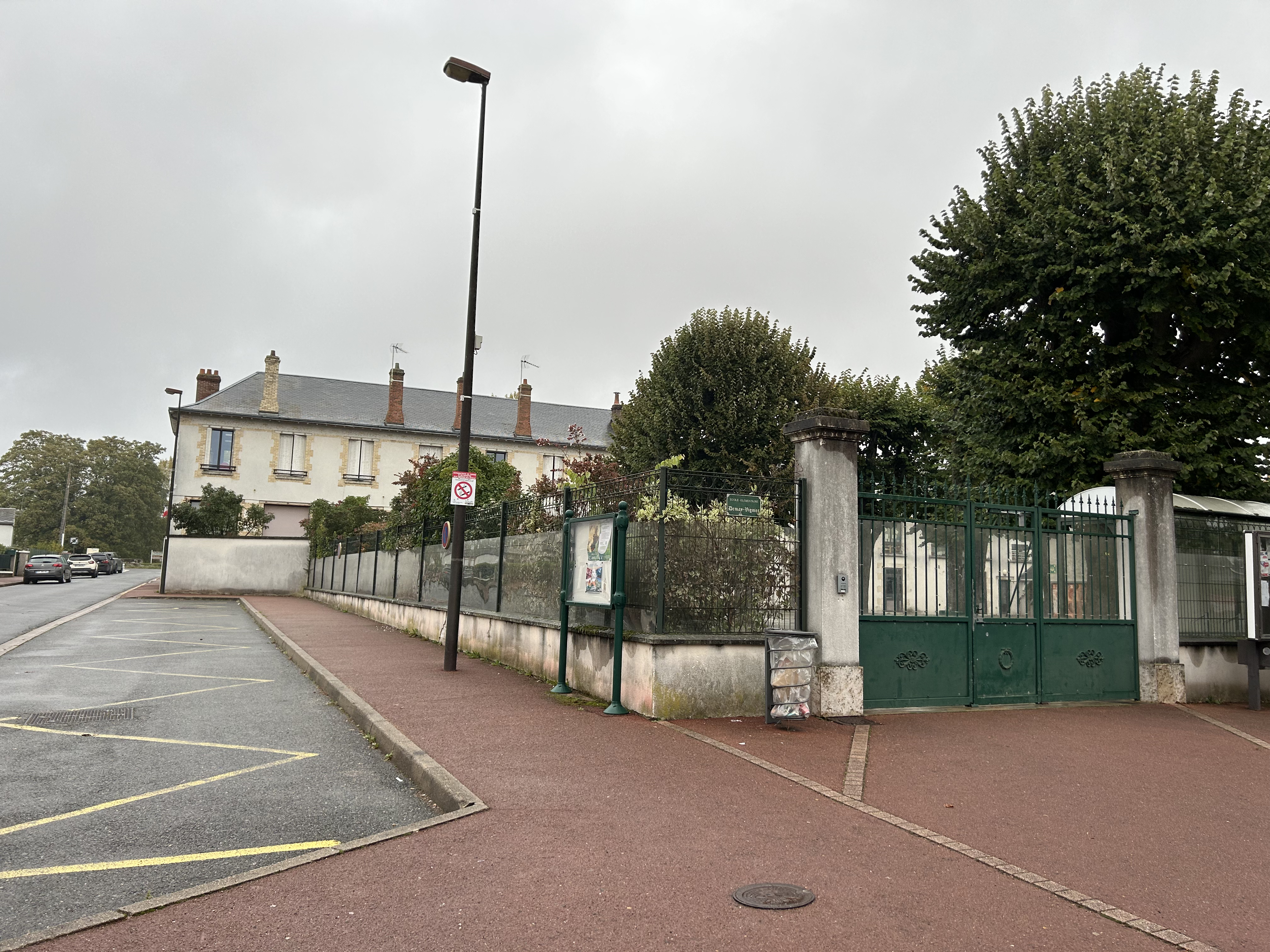
圣让勒布朗的一所学校

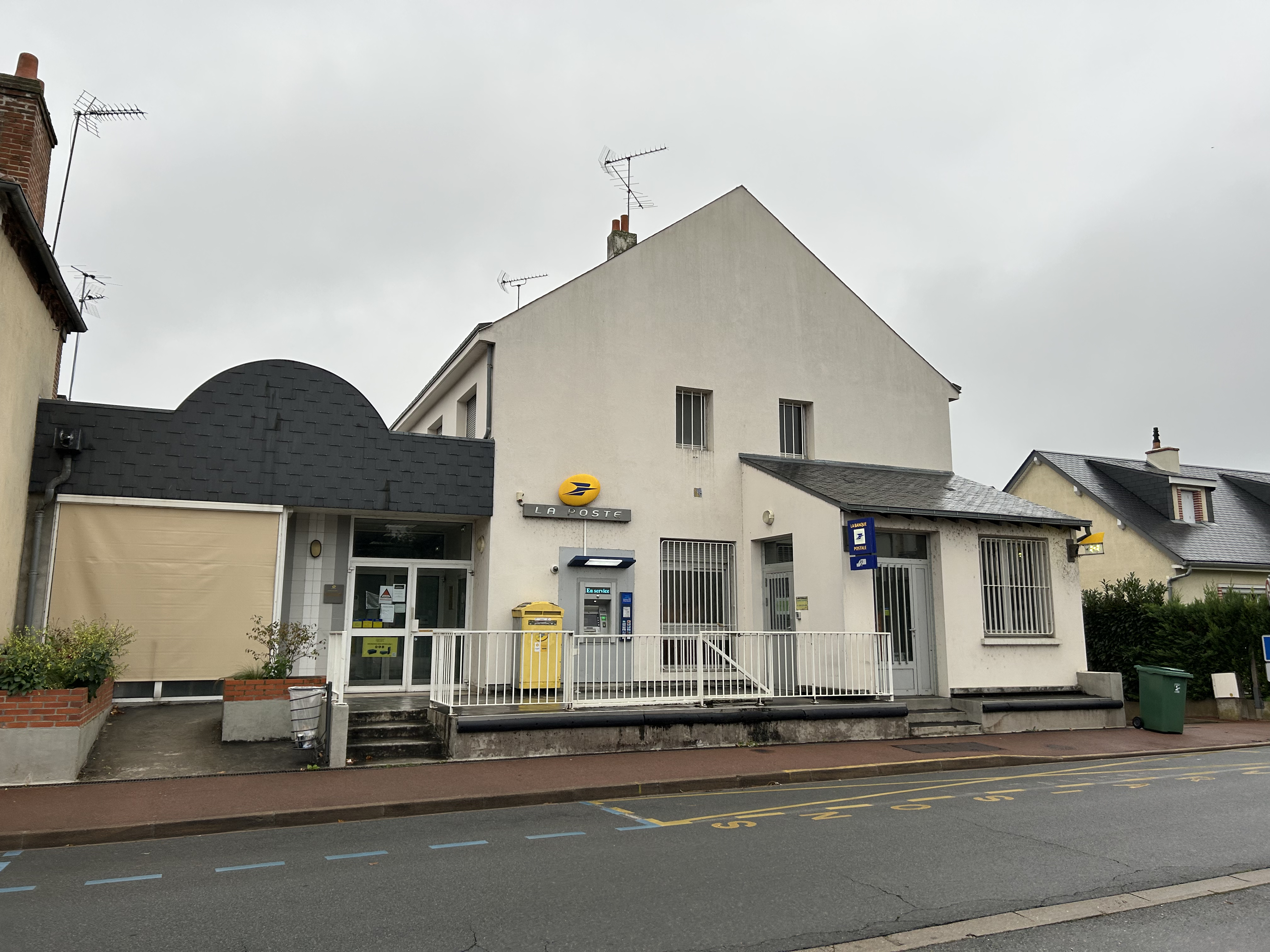
镇中心邮局

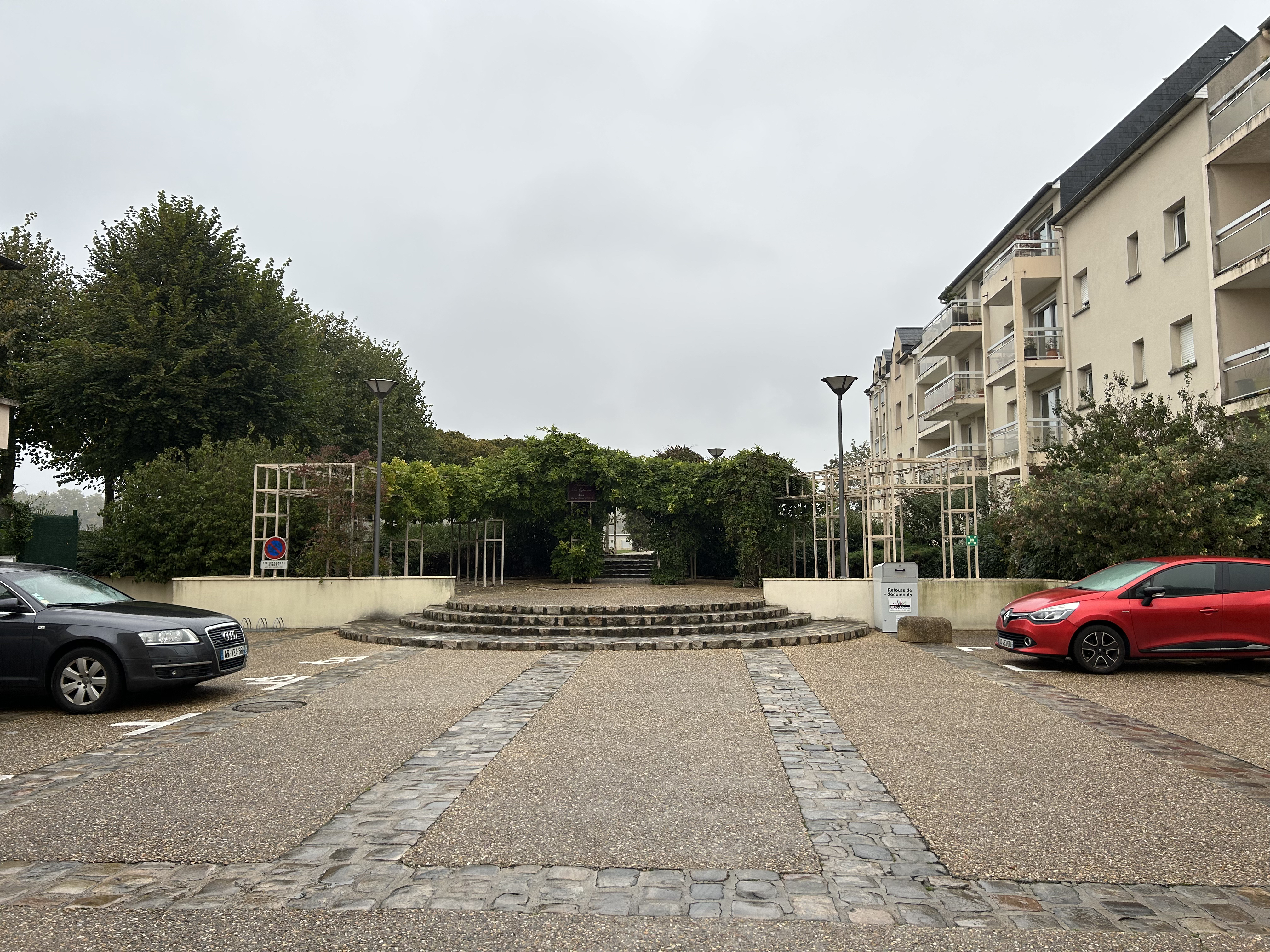
一处现代居民区

### 教育
圣让勒布朗属于奥尔良-图尔学区。截至2021年1月1日，圣让勒布朗境内共有2所幼儿园、3所小学和1所初级中学。2021至2022学年度，圣让勒布朗境内共有在校中等教育阶段学生509名。
在高等教育方面，圣让勒布朗境内有一所卫生学校。

### 医疗
截至2021年1月1日，圣让勒布朗境内共有全科医生4名、保健师13名、护士4名、眼科医生1名和妇科医生1名。境内共有药房3家、养老院1家、残疾人帮扶中心1家。
距离圣让勒布朗最近的区域性医疗机构为奥尔良大区中心医院，后者亦是一个大学教学医院，其主病区奥尔良新医院位于奥尔良市区南端的河源街区，距离圣让勒布朗市区的正常车程大约11分钟，该院设有床位1,752个，是卢瓦雷省规模最大的公立综合性医院。

### 住房
2020年，圣让勒布朗境内共有各类住房4,869套，其中57.1%为独立式住宅，42.5%为集中式住宅。常住房屋占圣让勒布朗市镇范围内居民建筑总量的92.6%。
在住房保障政策方面，2022年，圣让勒布朗境内共有810户家庭获得了住房经济补助，受益人数占总人口数量的9.4%，其中795份为房租补助。

### 商业
2021年，圣让勒布朗境内共有各类实体商铺121家，其中餐厅11家、大型超市2家、杂货店1家、面包房1家、肉铺1家、装饰品店1家、银行门店2家、美容美发店10家、汽车维修店8家。圣让勒布朗东侧有一家Intermarché购物超市。

### 体育
2021年，圣让勒布朗境内共有3间体育馆、4处网球场、2处足球或橄榄球场以及2处篮球或排球场。
截至2024年1月，圣让勒布朗足球俱乐部（编号524180）是圣让勒布朗境内唯一的一家注册足球俱乐部，成立于1969年，其主队2023至2024赛季参加中央-卢瓦尔河谷大区足球联赛甲组（法国第六级别），其主场为利奥内尔·沙尔博尼耶球场（Stade Lionel Charbonnier）。

### 环境
圣让勒布朗的环境事务由其所属的奥尔良都会区联合各级政府协调负责。2021年，圣让勒布朗境内暂无污染企业。

### 治安
圣让勒布朗及其附近的共13个市镇是奥尔良警区（zone police de Orleans）的管辖范围。2020年，该警区累计记录各类案件13,002起，其中盗窃类案件5,346起，经济类案件2,052起，毒品交易类案件1,047起。

## 文化

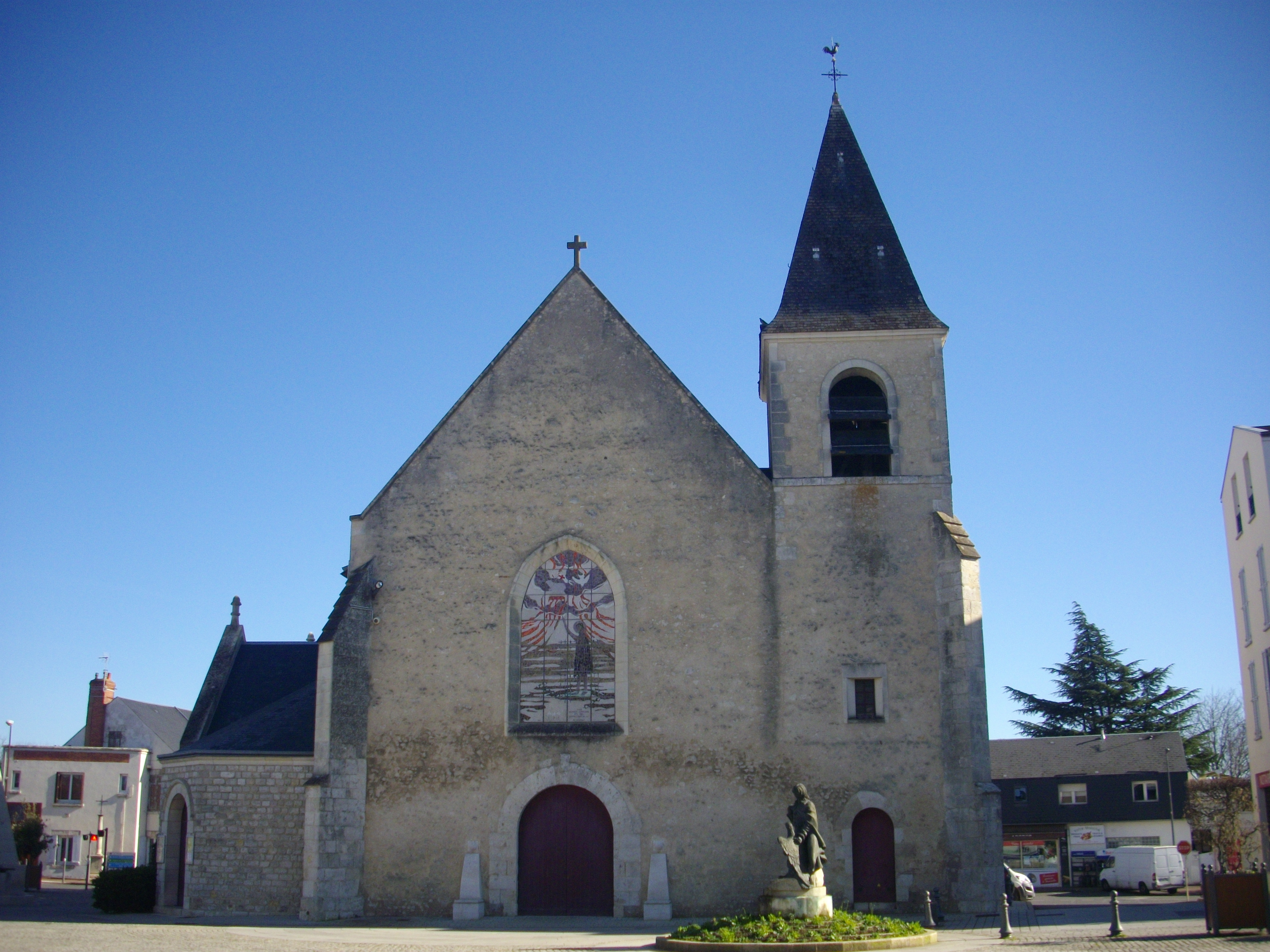
施洗约翰教堂

2021年，圣让勒布朗境内暂无任何文化设施。圣让勒布朗境内建有市政图书馆（Bibliothèque municipale），每周二至六向公众开放。

### 建筑
圣让勒布朗境内的大部分建筑建于20世纪以后，位于镇中心的施洗约翰教堂（Église Saint-Jean-Baptiste de Saint-Jean-le-Blanc）是当地的地标性建筑物。

### 旅游
圣让勒布朗的旅游事务由其所属的奥尔良都会区联合各级政府协调负责。2023年，圣让勒布朗境内共有1家酒店共计19间房间。

### 媒体
法国主要的媒体均可在圣让勒布朗接收，法国电视三台下属的中央-卢瓦尔河谷大区频道在部分时段播出圣让勒布朗所在卢瓦雷省的地方新闻。《中央共和报》、《加蒂奈光明者报》、蓝色法兰西奥尔良广播等是当地主要的地方性媒体。

## 友好城市
截至2024年1月，圣让勒布朗共与一座城市建立了友好城市关系：
- 德国 巴特腓特烈斯哈尔